# Algorytm ewolucyjny
Algorytm ewolucyjny – algorytm wzorowany na biologicznej ewolucji, stosowany do zadań optymalizacyjnych i modelowania.
Algorytmy ewolucyjne dzielą się na:
- Algorytmy genetyczne
- Programowanie genetyczne
- Programowanie ewolucyjne
- Przeszukiwanie rozproszone
- Strategie ewolucyjne
- Neuroewolucje (Neuroevolution)